# Russischsprachige Bevölkerungsgruppen in Österreich
In Österreich gibt es mehrere tausend Menschen russischsprachiger Bevölkerungsgruppen.
Es gibt zu Jahresbeginn 2021 laut Angaben von Statistik Austria 33.340 Bürger russischer Staatsangehörigkeit, die in Österreich leben, davon die meisten in Wien und Salzburg.
Es gibt bereits seit dem 17. Jahrhundert eine russische Gemeinschaft in Wien. Die ersten Russen kamen nach Österreich, um hier Handel zu treiben und Bildung zu erhalten. In den 1920er Jahren wuchs die Gemeinschaft aufgrund des russischen Bürgerkrieges stark an. Viele Russen kamen in den 1990er Jahren als Wissenschaftler und Sportler.